# Geografia d'Andorra

Mapa topogràfic d'Andorra.

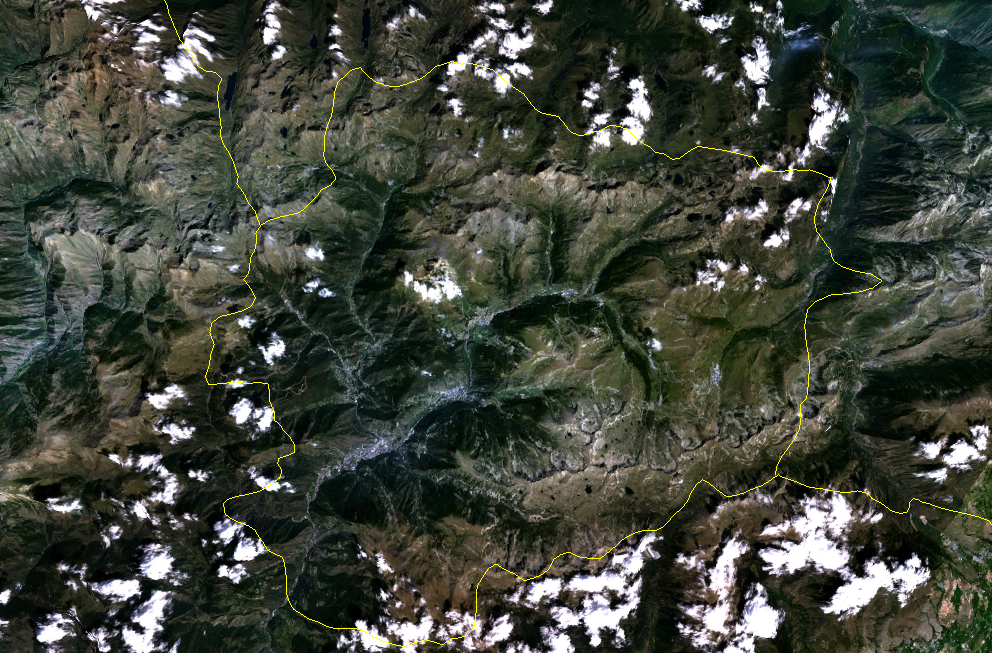
Imatge de satèl·lit d'Andorra.

Andorra es troba a la península Ibèrica, a la serralada dels Pirineus en una regió muntanyosa formada per l'alta conca de la Valira. Hi ha 65 pics amb més de 2.500 m d'altitud, dels quals el Comapedrosa n'és el més alt amb 2.942 m. És una regió d'escarpats muntanyencs i de valls estretes per on flueixen nombrosos cursos d'aigua que s'uneixen per a formar els diferents rius principals. Hi ha dues valls principals situades al Pirineu axial, afluents de la Valira: la ribera d'Ordino o Valira Nord i la Valira d'Encamp o d'Orient, que s'uneixen a les Escaldes. El 2004, la vall del Madriu-Perafita-Claror va ser declarada Patrimoni de la Humanitat per la Unesco. Andorra la Vella és la capital més alta d'Europa.

## Relleu

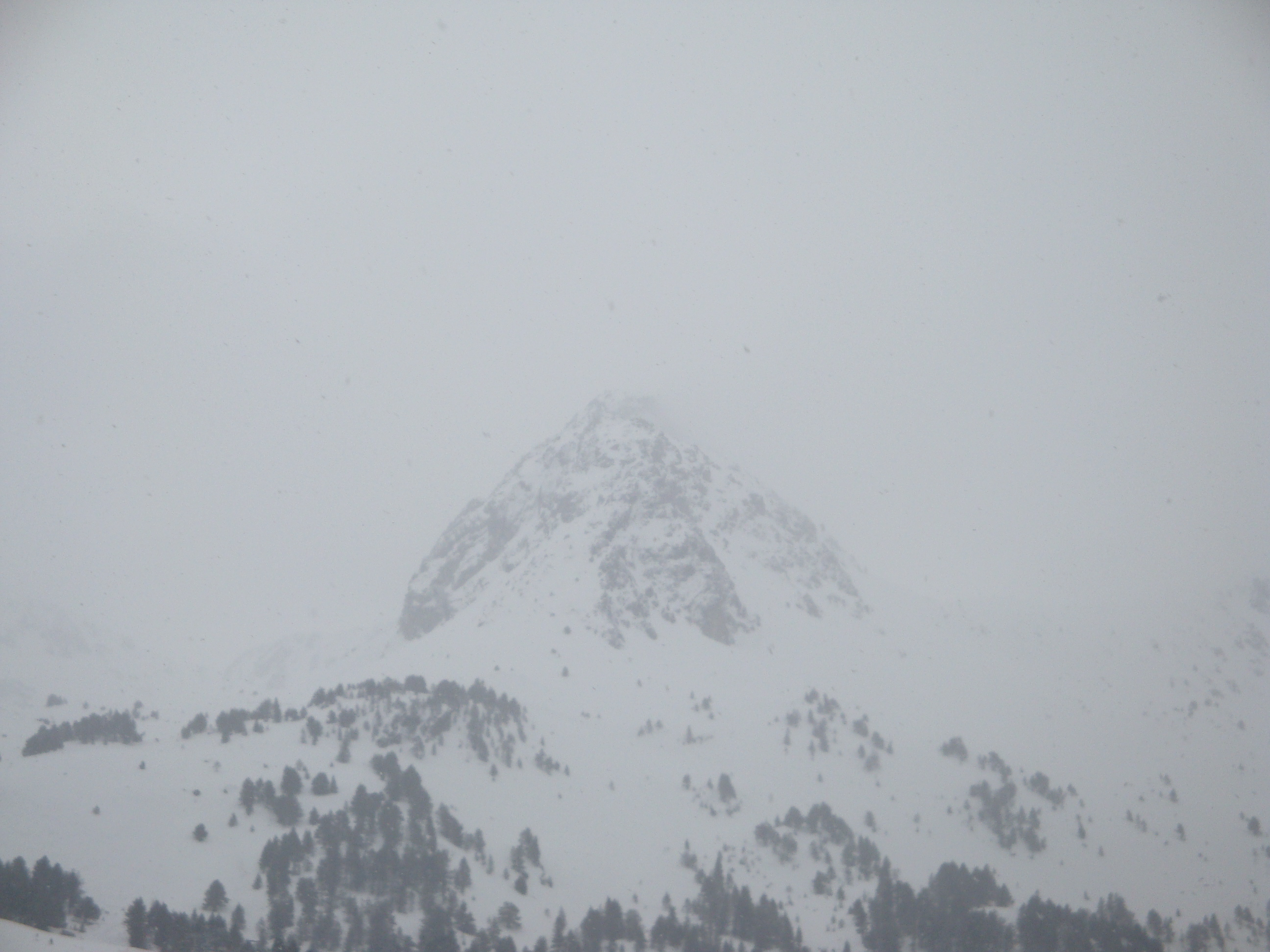
Paisatge alpí andorrà.

El país es caracteritza pels seus cims de materials paleozoics, que s'eleven per sobre dels 2.600 msnm i culminen en els 2.942 msnm a prop del Pla de l'Estany a la frontera hispano-francesa. L'obertura de les valls amb replans es deu a l'origen glacial d'algunes d'elles, intercalades entre forts pendents i a les parts altes hi ha circs. L'activitat humana se centra a la vall transversal nord-est - sud-oest, que a partir del port d'Envalira, amb 2.407 msnm, descendeix fins als 840 msnm, quan la Valira entra a Catalunya.

### Comes
Les comes d'Andorra més importants són:
- Coma de Caborreu[4]
- Coma de Claror[5]
- Coma de Llops[6]
- Coma de Rat[7]
- Coma de Setúria[8]
- Coma de Tristaina[9]
- Coma de Varilles[10]
- Comella de Pratprimer[11]
- Coma Pedrosa[12]

### Colls
Destaquen els següents ports de muntanya:
- Coll de Claror[5]
- Coll de Muntaner.[13]
- Coll de Prat Porceller. Depressió situada entre les Valls de Valira (Alt Urgell) i Andorra.[14]
- Coll de Vista o coll de Vista de Canòlic. Port que separa la vall de Civís (Alt Urgell) i la vall d'Aós (Andorra).[15]
- Collada de Canòlic
- Port de Caborreu o Caborriu.[4]
- Port de Cabús
- Port d'Envalira. Collada d'Andorra a 2.409 metres d'altitud.[16]
- Port d'Incles[17]
- Port de Juclà[18]
- Port Negre d'Urgell
- Port de Rat[7]
- Port de Rialb[19]
- Portella de Varilles[10]

## Hidrografia
El país és creuat pels tres rius principals. La Valira d'Orient neix en la part més oriental, té un recorregut de 23 km i passa per les poblacions de Canillo i Encamp, confluint amb el riu Valira del Nord, que neix als llacs de Tristaina, té un recorregut de 14 km i passa per les poblacions d'Ordino i la Massana per a finalment, a la ciutat d'Escaldes-Engordany, confluir ambdós rius i formar la Gran Valira, amb un recorregut d'11,6 km i un cabal anual mitjà de 13 m³ cúbics per segon. Aquest últim, en el seu descens cap al sud, acaba desembocant al riu Segre a la Seu d'Urgell que, al seu torn, és afluent de l'Ebre.
Andorra té més de 60 llacs. Els més representatius són el llac de Juclar, la superfície del qual és la més extensa de tots els llacs del Principat amb 21 hectàrees i que, durant l'època estival i per la consegüent falta d'aigua, pot albirar-se com tres llacs diferents, encara que en realitat és el mateix, el llac de l'Illa amb 13 hectàrees, l'estany d'Engolasters amb 7 hectàrees i els tres llacs de Tristaina.

## Medi ambient

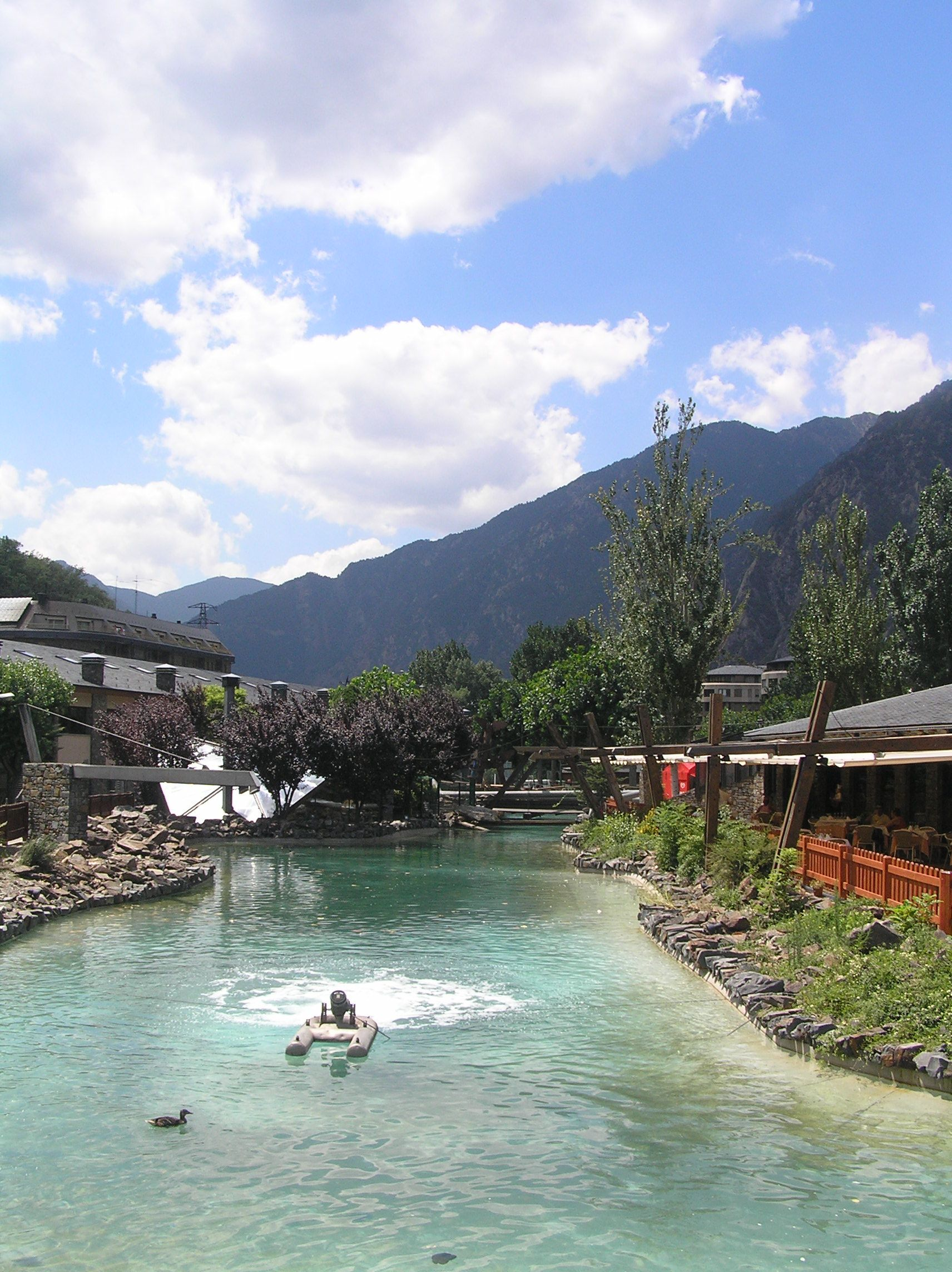
Andorra la Vella, Parc Central.

A Andorra es troba l'ecoregió bosc dels Pirineus, que forma part del bioma "Bosc temperat de frondoses". Hi ha grans extensions boscoses de pins i bedolls a causa del clima mediterrani d'alta muntanya que té el país. Els boscos ocupen 2/5 del territori, segons tres pisos altitudinals:
1. fins als 1.200 m, alzines i roures;
2. fins a 1.600-1.700 m predomina el pi silvestre; i
3. fins a 2.200-2.300 m abunda el pi negre, substituït en els cims pels prats alpins.

La Massana manté una de les masses forestals més importants d'Andorra (Bosc d'Arinsal). El 2004, La vall de Madriu-Perafita-Claror va ser declarada Patrimoni de la Humanitat per la Unesco. A més a més té dos espais protegits com a reserva de caça, Enclar (2.500 hectàrees) i Xixerella (750 ha).

## Vegetació
La vegetació és típica del vessant meridional dels Pirineus, de tipus muntanyenca continental amb estatges: bosc submediterrani de roure martinenc i alzines, més amunt pinedes de pi roig i finalment pi negre i avet o prats alpins a les cimeres.

## Fauna
La fauna és la típica d'alta muntanya amb presència de voltor, cabra salvatge, isard, guilla, gralla de bec vermell, òliba comuna, llebre, garsa, esquirol, porc fer, guineu, truita de riu, etc. Es poden trobar espècies autòctones, dels Pirineus catalans, com la vaca bruna dels Pirineus i l'ós bru.

## Clima

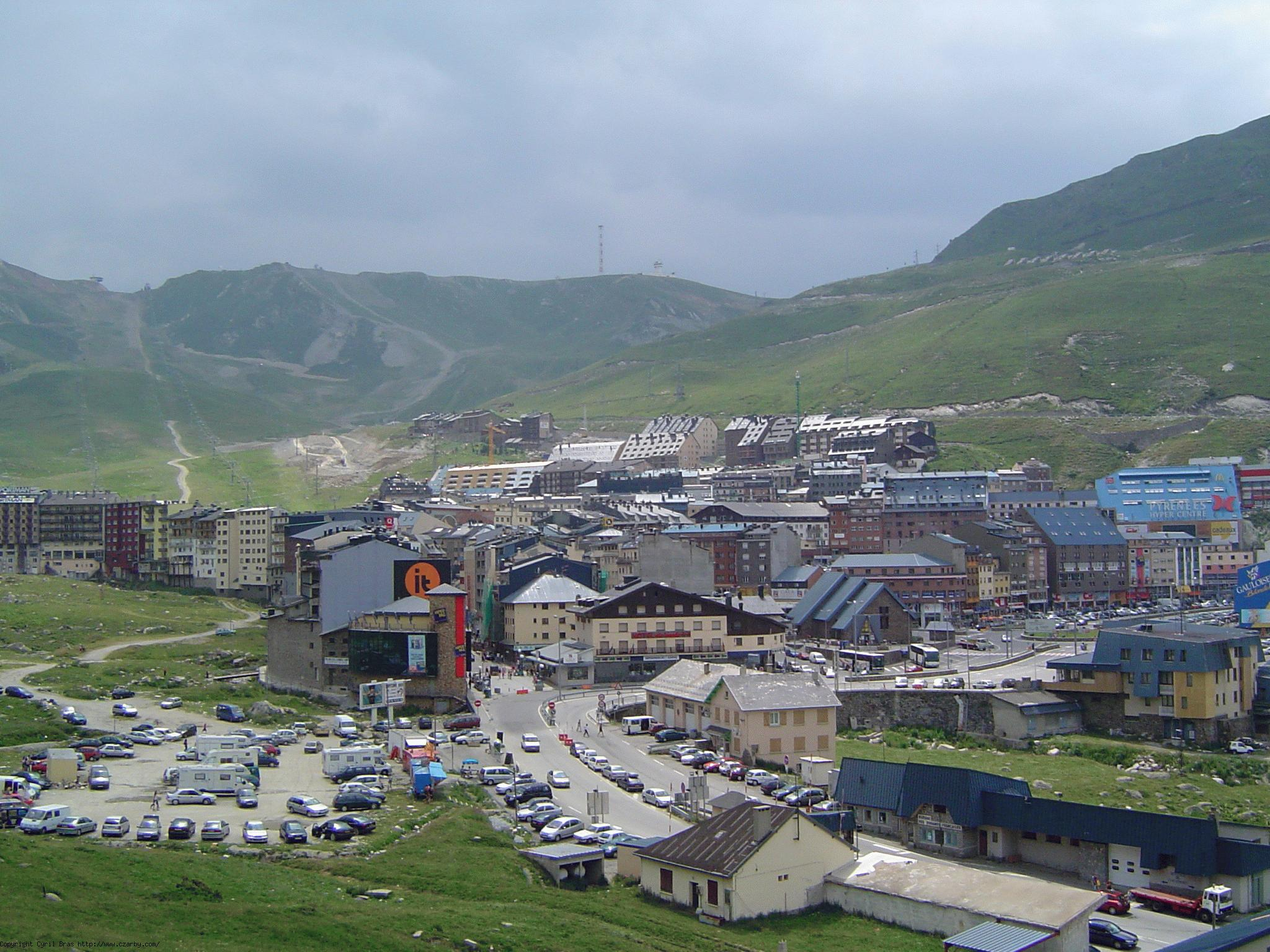
El Pas de la Casa és la població andorrana més freda i amb més neu.

El clima és mediterrani d'alta muntanya sec, suau i fresc a la nit durant l'estiu i fred amb precipitacions amb forma de neu a l'hivern, es produeixen variacions en el clima depenent de l'altitud i l'orientació i té un percentatge elevat de dies assolellats. A l'hivern la temperatura mitjana de les poblacions d'altitud mitjana com les Escaldes és de -1 °C de mínima i 6 °C de màxima, a l'estiu la mitjana oscil·la entre els 12 °C (mín.) i 26 °C (màx.).
Les valls d'Andorra formen una Y que conflueix cap al sud, les valls estan generalment orientades de nord a sud. L'altitud mitjana del territori és de 1893 m., la menor altitud és a 838 m, a Sant Julià de Lòria a la confluència del riu Runer amb el riu Valira just en el límit amb l'Alt Urgell. El cim més alt és la Coma Pedrosa que fa 2.942 m.
El clima d'Andorra pertany al domini del clima de la muntanya mitjana (que és el territori situat per sota dels 1500 m d'altitud aproximadament) i al clima d'alta muntanya situat per sobre dels 1500 m. Aproximadament aquesta divisió (entre mitja i alta muntanya) es correspon amb les zones on és possible l'agricultura cerealística, ja que a gran altitud els estius són massa frescos perquè maduri el gra.
Aquests dos tipus de climes es caracteritzen per la gran diferència entre les temperatures màximes i mínimes diàries, la durada de les temperatures hivernals (temperatures mitjanes per sota dels 10 °C que abasten des de 7 mesos a tot l'any) i per la presència de la neu que per sobre dels 2.200 m cobreix el sòl la major part de l'any.
S'ha de destacar que a Andorra el clima té influències mediterrànies cosa que, entre altres coses, fa que la insolació total anual sigui elevada. A La Solana d'Andorra (estació del Pas de la Casa, per exemple) les influències predominants són atlàntiques i per això les precipitacions allà són més intenses i més segures.
Al Principat d'Andorra els mesos d'estiu estan a tot el país per sota dels 20 °C de temperatura mitjana, per tant els estius es qualifiquen de temperats (a les valls inferiors) a freds (a l'alta muntanya per sobre dels 2.200 m no arriben als 10 °C de mitjana). Tots els mesos d'hivern a l'alta muntanya tenen temperatures mitjanes negatives, però resulten encara positives a la muntanya mitjana (tanmateix la mitjana de les mínimes en aquest lloc també és negativa).
La humitat relativa és baixa cosa que fa que el fred se suporti millor i que, normalment, no hi hagi temperatures xafogoses a l'estiu.
L'estiu és l'estació més plujosa, però hi ha un lleuger dèficit respecte a l'evapotranspiració i, per tant, hi ha una relativa secada, la tardor segueix en precipitacions, després ve la primavera i finalment l'hivern. L'alta muntanya està nevada des de novembre fins a abril i els cims més alts mantenen la neu fins a juliol.
|                        | Gen. | Feb. | Mar. | Abr. | Maig | Juny | Jul. | Ago. | Set. | Oct. | Nov. | Dec. | Any   |
| T° max (mitjana) [ °C] | 10   | 11   | 14   | 16   | 19   | 22   | 25   | 26   | 23   | 19   | 13   | 11   | 17,42 |
| T° mín (mitjana) [ °C] | 1    | 2    | 4    | 5    | 9    | 12   | 14   | 14   | 12   | 8    | 4    | 2    | 7,25  |
| Precipitacions [mm]    | 34   | 37   | 46   | 63   | 105  | 69   | 65   | 98   | 81   | 73   | 68   | 69   | 808   |

## Estacions meteorològiques andorranes
Hi ha tres sèries de registres termopluviomètrics prou llargs (més de tres dècades continuades) per a poder ser tingudes en compte en climatologia:
- Les Escaldes a 1140 m d'altitud, a una vall estreta encarada al sud al costat d'Andorra la Vella.
- Ransol a 1640 m
- Pas de la Casa a 2.200 m en la vessant atlàntica (nord) del Pirineu que correspon a la vegetació de prat alpí. La temperatura mitjana anual és de 2 °C.

| Mesos                        | gen | feb | mar | abr | mai  | jun  | jul  | ago  | set  | oct | nov | des | Anual |
| Temperatures mitjanes (ºС)   | 1,2 | 2,3 | 5,7 | 8,1 | 11,4 | 15,1 | 17,8 | 17,8 | 14,6 | 9,7 | 5,2 | 2,5 | 9,3   |
| Precipitacions mitjanes (mm) | 44  | 42  | 62  | 64  | 89   | 99   | 86   | 97   | 93   | 73  | 65  | 65  | 879   |
| ---------------------------- | --- | --- | --- | --- | ---- | ---- | ---- | ---- | ---- | --- | --- | --- | ----- |

| Mesos                        | gen  | feb  | mar | abr | mai | jun  | jul  | ago  | set  | oct | nov | des  | Anual |
| Temperatures mitjanes (ºС)   | -2,1 | -1,1 | 1,5 | 3.7 | 7,1 | 10,9 | 13,3 | 13,3 | 10,7 | 6,2 | 1,8 | -1,1 | 5,35  |
| Precipitacions mitjanes (mm) | 61   | 62   | 74  | 82  | 105 | 112  | 85   | 108  | 104  | 88  | 82  | 88   | 1051  |
| ---------------------------- | ---- | ---- | --- | --- | --- | ---- | ---- | ---- | ---- | --- | --- | ---- | ----- |

El servei meteorològic andorrà compta amb 17 estacions meteorològiques, d'aquestes funcionen només a l'hivern: Pal, Arcalís, Arinsal, Grau Roig, Soldeu i Pas de la Casa i estan en funcionament tot l'any: FEDA (Central d'Andorra), Engolasters, Ransol, Roc Sant Pere, Envalira Salines La Comella Arcalís SAIH Bordes de Setúria SAIH Grau Roig SAIH i Sant Julià de Lòria.

## Geografia humana i societat

### Demografia

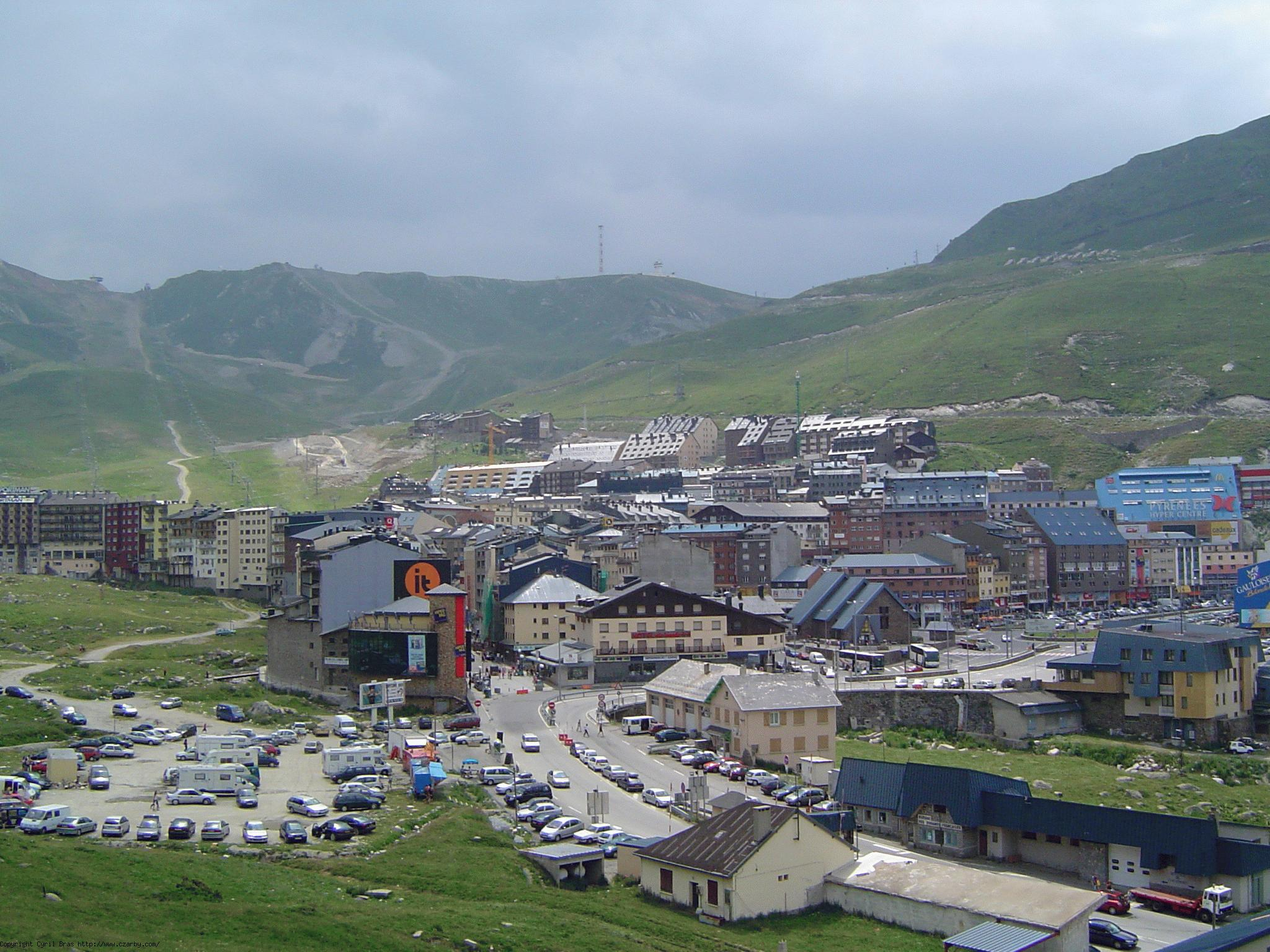
Pas de la Casa, poble fronterer amb França.

Arinsal, poble de la parròquia de la Massana.

La població d'Andorra el 2009 era de 84.082 persones, dels quals 32.085 eren andorrans, 26.662 espanyols, 13.362 portuguesos, 5.099 francesos i 6.874 d'altres nacionalitats. Des del 1963 (primera data que es disposa de registres per nacionalitat) fins a l'any 2004 la primera nacionalitat del país era l'espanyola, sent la nacionalitat andorrana la segona. Des de l'any 2005 l'andorrana és la primera nacionalitat, seguida de prop de l'espanyola. Aquest fet s'ha produït arran de la flexibilització de forma parcial la política restrictiva de l'adquisició de la nacionalitat andorrana per preservar "els usos i costums de les valls d'Andorra".
En conjunt, els ciutadans que no disposen de la nacionalitat andorrana són majoritaris però no tenen dret a vot en les eleccions comunals, ni tampoc poden ser presidents o posseir més del 33% del capital social d'una empresa.
Quant a les parròquies, la més poblada és Andorra la Vella amb una població de 23.380 habitants el 2009, seguida d'Escaldes-Engordany amb 16.861, Encamp amb 14.263, la Massana 9.773, Sant Julià de Lòria amb 9.715, Canillo 5.903 i Ordino amb només 4.187 habitants. Per poblacions, hi ha 14 nuclis amb més de 1.000 habitants:
|                                            | Població               | Habitants (2009) |
| ------------------------------------------ | ---------------------- | ---------------- |
| 1.                                         | Andorra la Vella       | 20.436           |
| 2.                                         | Escaldes-Engordany     | 16.861           |
| 3.                                         | Encamp                 | 8.799            |
| 4.                                         | Sant Julià de Lòria    | 8.151            |
| 5.                                         | La Massana             | 5.007            |
| 6.                                         | Pas de la Casa         | 3.009            |
| 7.                                         | Santa Coloma d'Andorra | 2.944            |
| 8.                                         | Ordino                 | 2.710            |
| 9.                                         | Canillo                | 2.186            |
| 10.                                        | Arinsal                | 1.623            |
| 11.                                        | El Tarter              | 1.454            |
| 12.                                        | Vila                   | 1.184            |
| 13.                                        | Les Bons               | 1.181            |
| 14.                                        | Sispony                | 1.016            |
| Font: Departament d'Estadística d'Andorra. |                        |                  |

Andorra havia estat un país petit i poc poblat de muntanya, però durant la segona meitat del segle XX ha conegut una explosió demogràfica extraordinària que ha provocat una intensa urbanització del territori sense precedents.
| 6.176                                     | 6.189 | 8.392 | 13.583 | 19.545 | 26.558 | 35.460 | 44.596 | 54.507 | 63.859 | 65.844 | 78.549 | 85.015 |
| Font: Departament d'Estadística d'Andorra |       |       |        |        |        |        |        |        |        |        |        |        |

La taxa de creixement demogràfic és més alta que les de la majoria dels estats europeus; el 2008 s'estimava l'1,9% anual. Aquesta taxa de creixement demogràfic és deguda a una taxa de natalitat, estimada el 2008, de 10,59 per cada 1.000 habitants, una taxa de mortalitat de 5,59 per cada 1.000 habitants, i una altíssima taxa neta de migració de 14 migrants per cada 1.000 habitants. La taxa de creixement anual havia arribat a un màxim històric del 7,7% el 2003, seguida del 6,3% el 2004, sent Canillo la parròquia amb la taxa més elevada. L'esperança de vida dels andorrans és la segona més alta del món, estimada en 82,7 anys (80,4 per als homes i 85,1 per a les dones). La taxa de fertilitat són d'1,32 fills per dona. Quant a la piràmide d'edats, el 15,5% dels andorrans el 2008 tenien menys de 14 anys, el 72,5% entre 15 i 64 anys, i el 12% tenien 65 o més anys. La mitjana d'edat dels residents andorrans és de 38,9 anys.

### Llengües
La llengua pròpia, nacional i oficial d'Andorra és el català. A més a més és l'únic territori on el català és l'únic idioma oficial i és l'únic estat del món que el té com idioma oficial. La realitat lingüística d'Andorra és el resultat de la gran transformació demogràfica que ha viscut el país des de la segona meitat del segle XX: el 1940 les persones estrangeres residents al país representaven només el 17%; el 1989 representaven el 75,7% -màxima històrica- i el 2007 eren al voltant del 65%. A causa d'aquest fenomen, tot i que el català és la llengua oficial, el castellà i el francès són llengües d'ús habitual en moltes interaccions comercials, i més recentment, la població de parla portuguesa s'ha incrementat significativament.
D'acord amb el Centre de recerca sociològica de l'Institut d'Estudis Andorrans, el català és la llengua materna del 38,8% de la població, seguida pel castellà amb un 35,4% i a certa distància del portuguès (15%) i francès (5,4%). Si només es té en compte la gent de nacionalitat andorrana, el percentatge de persones que tenen la llengua catalana com a materna ascendeix fins al 64%. Dels residents espanyols a Andorra un 56% tenen com a llengua pròpia el castellà i el 36% el català. La proporció de persones que tenen com a llengua materna el català, és més elevada entre els majors de 55 anys (un 58%), mentre que els més joves diuen en major proporció que el castellà és la seva llengua materna (un 48% dels que tenen entre 18 i 24 anys).
Pel que fa a la llengua habitual, el català és la més utilitzada amb el 58,3%, seguida del castellà amb el 37,3%. Tot i això l'ús de la llengua no té correlació amb les creences, ja que el 69% de la població pensa que el castellà és la llengua més parlada a Andorra, i el 80% creu que el català és necessari per integrar-se a Andorra. Quant a l'alfabetització, el 100% dels ciutadans saben llegir i escriure.
Segons l'observatori del Centre de Recerca Sociològica de l'Institut d'Estudis Andorrans, els usos lingüístics a Andorra són els següents:
|                                     | Llengua materna | Llengua habitual |
| ----------------------------------- | --------------- | ---------------- |
| Català                              | 38,8%           | 58,3%            |
| Castellà                            | 35,4%           | 37,3%            |
| Portuguès                           | 15%             | 3,5%             |
| Francès                             | 5,4%            | 2,2%             |
| Altres                              | 5,5%            | 0,5%             |
| Font: Institut d'Estudis Andorrans. |                 |                  |

#### Presència internacional del català
L'oficialitat del català en un estat independent li permet una certa presència en l'àmbit internacional. L'ingrés d'Andorra a l'Organització de les Nacions Unides, celebrat el 28 de juliol de 1993, va permetre per primera vegada en la història l'ús del català en una assemblea d'aquesta organització. També Andorra va portar per primera vegada la llengua catalana al Festival de la Cançó d'Eurovisió el 2004 amb Marta Roure i la cançó «Jugarem a estimar-nos».

### Religió
La constitució d'Andorra estableix la llibertat religiosa. Tot i que no hi ha cap religió oficial de l'Estat, la constitució fa una menció explícita de l'Església Catòlica Romana a la qual garanteix "l'exercici lliure i públic de les seves activitats i el manteniment de les relacions de col·laboració especial amb l'Estat, d'acord amb la tradició andorrana".
Cal fer notar també que un dels coprínceps andorrans és un bisbe catòlic, el de la Seu d'Urgell, i que la celebració religiosa del 8 de setembre, de la Mare de Déu de Meritxell és festa nacional. Altres religions que es practiquen són l'islam -pels 2.000 immigrants nord-africans que s'hi han establert-, l'hinduisme, el protestantisme, el mormonisme i d'altres.

### Educació

#### Sistemes educatius
A Andorra conviuen tres sistemes educatius amb centres d'educació primària, secundària i Formació Professional:
- Andorrà. Dependent del Ministeri d'Educació, Cultura i Joventut.
- Espanyol. Dependent del Ministeri d'Educació, Cultura i Esports d'Espanya, amb centres laics i congregacionals (Col·legi Sant Ermengol, Sagrada Família i Mare Janer).[45]
- Francès. Dependent del Ministeri d'Educació Nacional de França.

Al curs 2009 es repartien els alumnes de la següent manera: 4.122 a l'andorrà, 3.285 a l'espanyol i 3.430 al francès.

##### Estudis superiors
Els andorrans poden accedir a la universitat cursant el baccalauréat (el batxillerat francès) permetent-los l'entrada a les universitats franceses, com la Universitat de Tolosa (la més propera), o cursant el batxillerat andorrà o espanyol per entrar a la universitat andorrana o a les universitats espanyoles, sent les de Lleida i Barcelona (UB, UAB, UPC, UPF, etc.) les més properes. A més existeix un centre associat de la UNED a la Seu d'Urgell, on més de la meitat dels estudiants són andorrans.
El 1997 es va fundar la Universitat d'Andorra, de caràcter públic i que té firmats convenis de col·laboració amb diverses universitats espanyoles i franceses. Durant els mesos d'estiu organitza la Universitat d'Estiu, l'actual president d'honor del qual és Juan Goytisolo rellevant, en el 2006, a José Luis Sampedro. Aquesta universitat es compon de quatre centres:
- Escola d'Infermeria. Es dona la carrera d'Infermeria.
- Escola d'Informàtica i gestió. Es donen les carreres d'Administració d'empreses, Ciències de l'educació i Informàtica.
- Centre d'Estudis Virtuals. Es donen assignatures virtuals, estudis de Primer i/o Segon Cicle, postgraus i cursos d'actualització.
- Centre d'Ensenyament Professional d'Aixovall, situat a Sant Julià de Lòria.

El 2008 es va autoritzar la creació la Universitat de les Valls, de tipus privat, que crearà pel curs 2011-2012 la Facultat de Ciències Odontològiques de les Valls per a estudis odontològics i tindrà la seu a Andorra la Vella. Posteriorment l'any 2010 es va aprovar la llei que permet la creació d'una tercera universitat, aquesta de tipus virtual i privada de la Fundació la Salle, la Universitat Oberta La Salle.

### Sanitat
La sanitat al país forma part de la xarxa pública i s'hi accedeix a través de l'afiliació a la seguretat social anomenada Caixa Andorrana de Seguretat Social (CASS). Hi ha només un hospital, l'Hospital Nostra Senyora de Meritxell, a Escaldes-Engordany, i onze centres de salut repartits per les principals poblacions, gestionats pel SAAS.
Andorra té convenis amb la Generalitat de Catalunya en matèria sanitària. L'any 2010 es va firmar un nou acord per compartir serveis sanitaris, d'emergències i històries clíniques per coordinar la derivació de pacients de l'Alt Urgell al Principat i pacients d'Andorra a Catalunya. A més l'acord també permet accedir als andorrans a la targeta sanitària europea i al Banc de Sang i Teixits de Catalunya.